# Clara Salbach

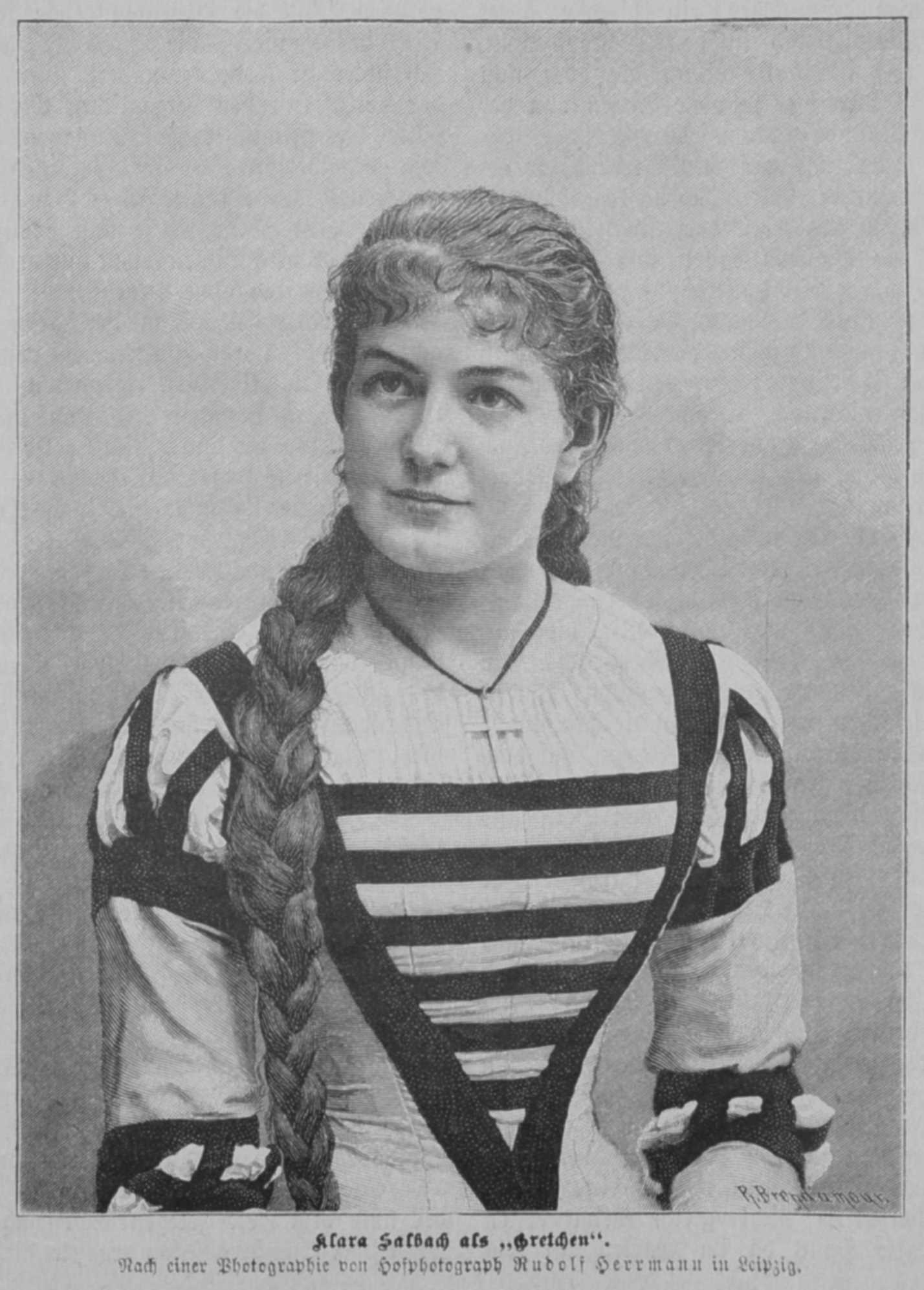
Porträt von Clara Salbach in der Zeitschrift Die Gartenlaube, 1888

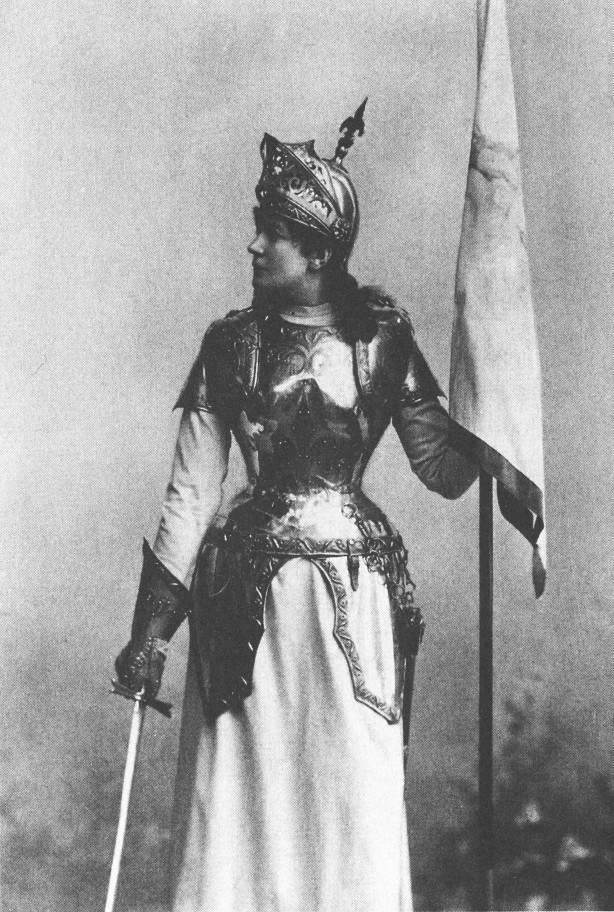
Clara Salbach 1895 als Jungfrau von Orléans

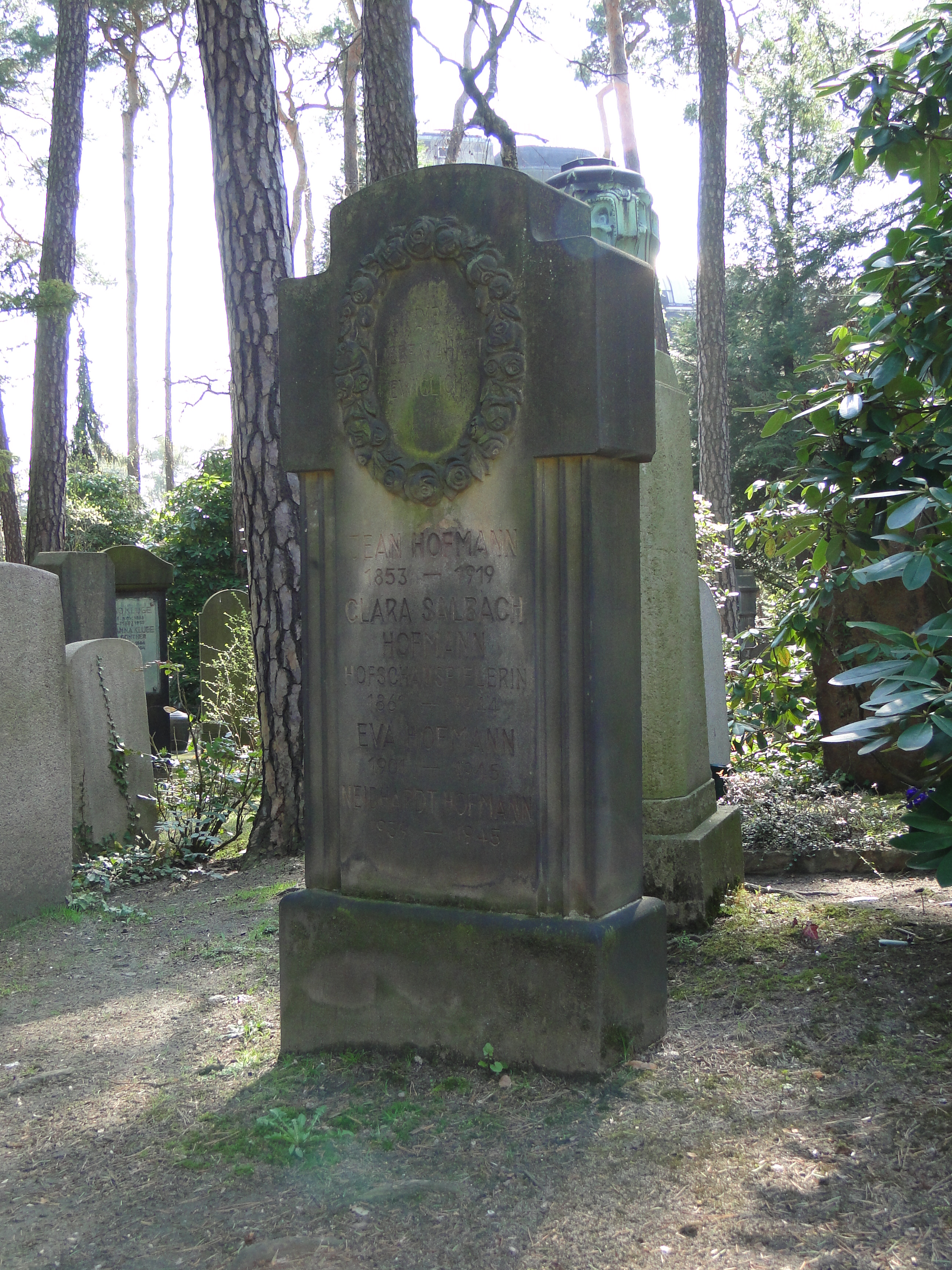
Clara Salbachs Grab auf dem Urnenhain Tolkewitz

Clara Salbach (* 13. Mai 1861 in Schöneberg bei Berlin als Clara Marie Pauline Messerschmidt; † 30. Januar 1944 in Dresden; auch Clara Hofmann-Salbach) war eine deutsche Theater-Schauspielerin.

## Leben
Salbach machte eine Ausbildung bei Minona Frieb-Blumauer, ihr Debüt als Schauspielerin gab sie 1880 am Weimarer Hoftheater. Später folgten Engagements in Hanau, Mainz und Leipzig. Ab 1889 gehörte sie dem Ensemble des Sächsischen Hoftheaters Dresden an, wo sie die Rollen von Gretchen, Luise, Klärchen, Cordelia, Imogen, Desdemona, Hero, Porzia, Minna, Maria Stuart, Eboli sowie die Jungfrau von Orleans spielte.
Im Jahr 1899 heiratete sie Jean Hofmann und führte nun den Namen Hofmann-Salbach. Ab spätestens 1902 wohnte das Paar in der heute unter Denkmalschutz stehenden Villa Salbach, Schulstraße 19 (heute Ledenweg 39) in Niederlößnitz (heute Radebeul). Kurz nach dem Ersten Weltkrieg zog Salbach in eine Stadtwohnung nahe dem Dresdner Großen Garten.
Ab 1912 wechselte Hofmann-Salbach altersgemäß zu Mutterrollen, die sie bis 1931 auf der Dresdner Bühne spielte. In dem Film Der galante König – August der Starke von 1920 spielte sie die Mutter des Kurfürsten. Im Jahr 1932 nahm sie nach 43 Bühnenjahren ihren Abschied. Hofmann-Salbach verstarb 1944 in Dresden, die Urne mit ihrer Asche wurde im Urnenhain Tolkewitz beigesetzt. Ihr Porträt hängt heute in der Ahnengalerie des Schauspielhauses.

## Auszeichnungen
Während ihrer frühen Theaterjahre wurde Salbach vom damaligen Herzog Georg II. von Sachsen-Meiningen mit der goldenen Verdienstmedaille für Kunst und Wissenschaft ausgezeichnet.
Die Kritiken bezeichneten sie bereits in frühen Jahren, insbesondere „wegen ihrer Schillerschen Hauptrollen“, als eine der wenigen „wirklich genialen Naturen unter den schauspielernden Frauen Deutschlands“, die jedoch nicht nur die „poesievollste und an zarter Anmut reichste“ jugendliche Heldin sei, sondern auch über ein „erstaunliches Register furioser Leidenschaft“ verfüge.
Während ihrer Zeit in Dresden wurde sie mit dem Titel einer (sächsischen) Hofschauspielerin ausgezeichnet.
1898 wurde ihr für ihre Leistungen vom Ministerium des königlichen Hauses Sachsen die bürgerliche goldene Medaille Bene merentibus verliehen.
Anlässlich ihres Abschieds vom Dresdner Staatstheater wurde sie zum Ehrenmitglied der Bühne ernannt, ihr Porträt hängt noch heute in der Ahnengalerie des Staatsschauspiels.

## Filmografie
- 1920: Der galante König – August der Starke